# Haverbeeke
Die Haverbeeke ist ein etwa 4 Kilometer langer Quellbach der Wümme im Landkreis Heidekreis in Niedersachsen. Der Bach entspringt ungefähr 2 Kilometer südwestlich des Wilseder Berges. Er fließt überwiegend in Nord-Süd sowie Ost-West-Richtung durch Heide-, Wald- und Wiesenflächen im Naturschutzgebiet Lüneburger Heide. In seinem Verlauf durchquert der Bach den Ort Niederhaverbeck. Etwa 1,5 Kilometer westlich des Ortes im Wümmetal mündet er unterhalb des Wümmeberges in die Wümme.

## Name
Der Bachname ist aus den Begriffen Haver und Beeke (Bach) zusammengesetzt, wobei Haver neben anderem von Hafer abgeleitet sein könnte. Der Bach war namensgebend für die Bispinger Ortsteil Haverbeck mit den Dörfern Nieder- und Oberhaverbeck.

## Zustand
Vor der 1990 vom Verein Naturschutzpark durchgeführten Renaturierung war der Bach begradigt. Er ist seither wieder ein naturnaher Heidebach, der sein Bett fortwährend umgestaltet. Im Bachlauf, in Altwassern und in Versumpfungsflächen hat sich inzwischen eine standorttypische Vegetation eingestellt.

## Verlauf
Da die Haverbeeke am Zusammenfluss wasserreicher und auch länger ist als die Wümme, ist die Haverbeeke gewässerkundlich nicht ein Nebenbach, sondern der eigentliche Quellbach der Wümme und damit auch der Lesum.
Das Haverbeeker Holz säumt als schmales Waldstück den Bach. An fünf Stellen ist der Bach zu kleineren Teichen angestaut worden. Da der letzte Teich, der Löschwasserteich in Niederhaverbeck, die Fischwanderung unterbrach und weitere unerwünschte ökologische Auswirkungen hatte, ist der Bachlauf parallel zum Teich wieder hergestellt worden.
Besonders im unteren Talbereich fließt der Bach über wasserdurchlässigen Sand (oberster Teil des Wümme-Sanders aus der vorletzten Eiszeit) und fällt daher in niederschlagsarmen Perioden trocken (Bachschwinde). Das Wasser bewegt sich aber in geringer Tiefe auf wasserundurchlässigem Geschiebelehm weiter und tritt in tiefer gelegenen Quellbereichen wieder aus. 
Westlich von Niederhaverbeck legte der Verein Naturschutzpark im Tal der Haverbeeke zwei Wanderwege für Rollstuhlfahrer als Naturlehrpfade an. Im Wümmetal quert ein Wanderweg den Bach über einen Holzsteg.

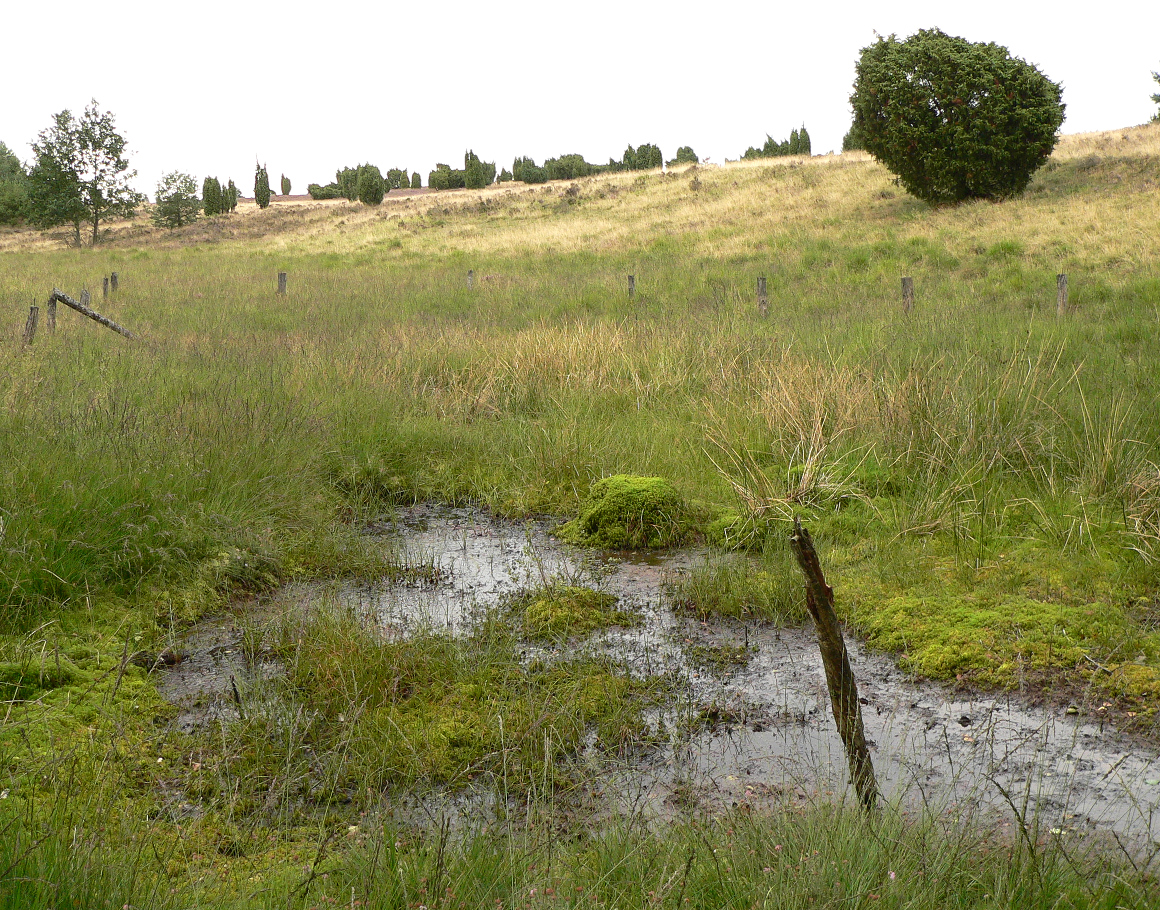
Quellbereich
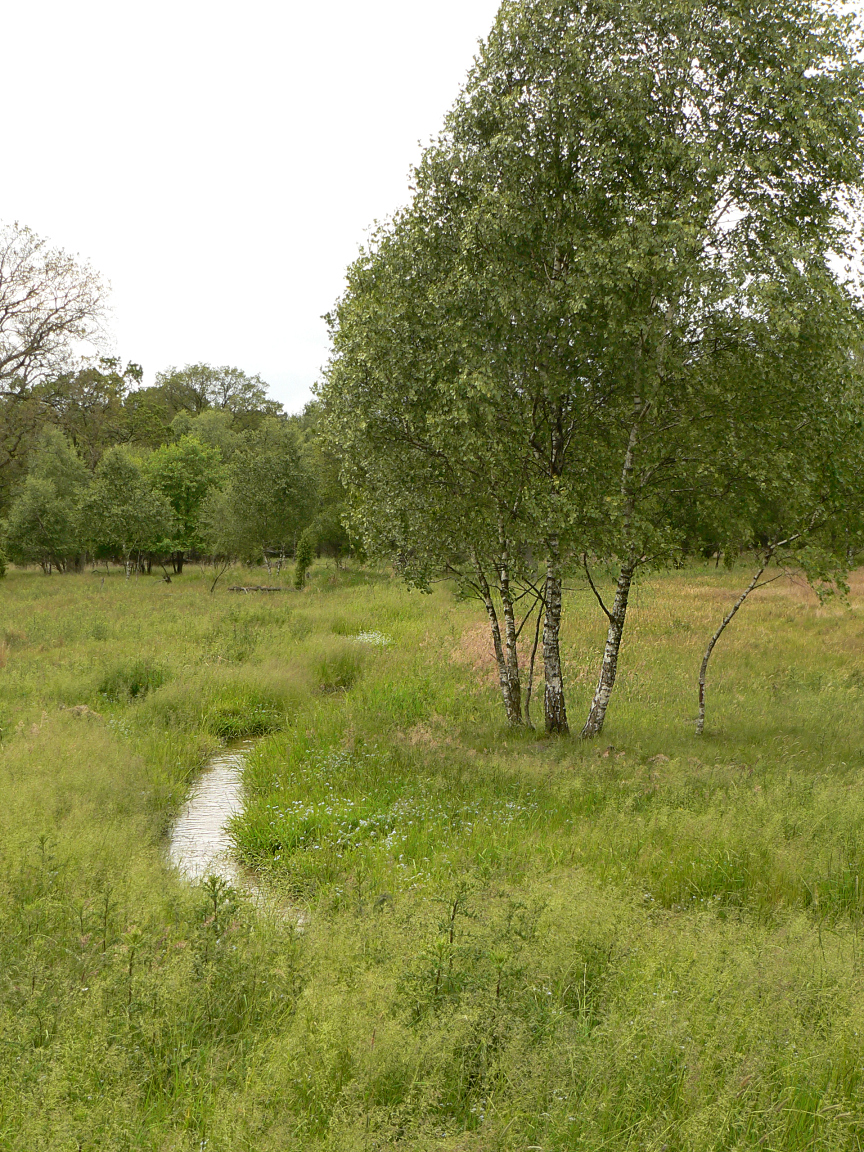
Talaue
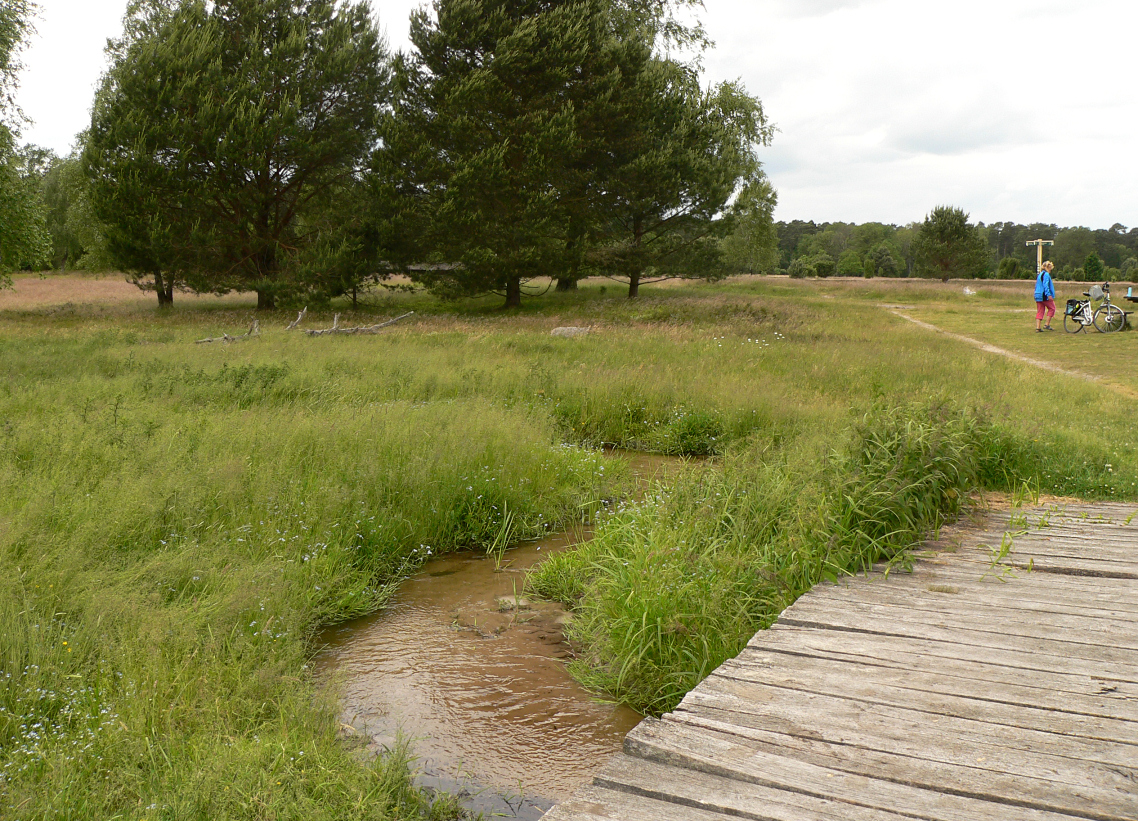
Holzsteg über den Bach
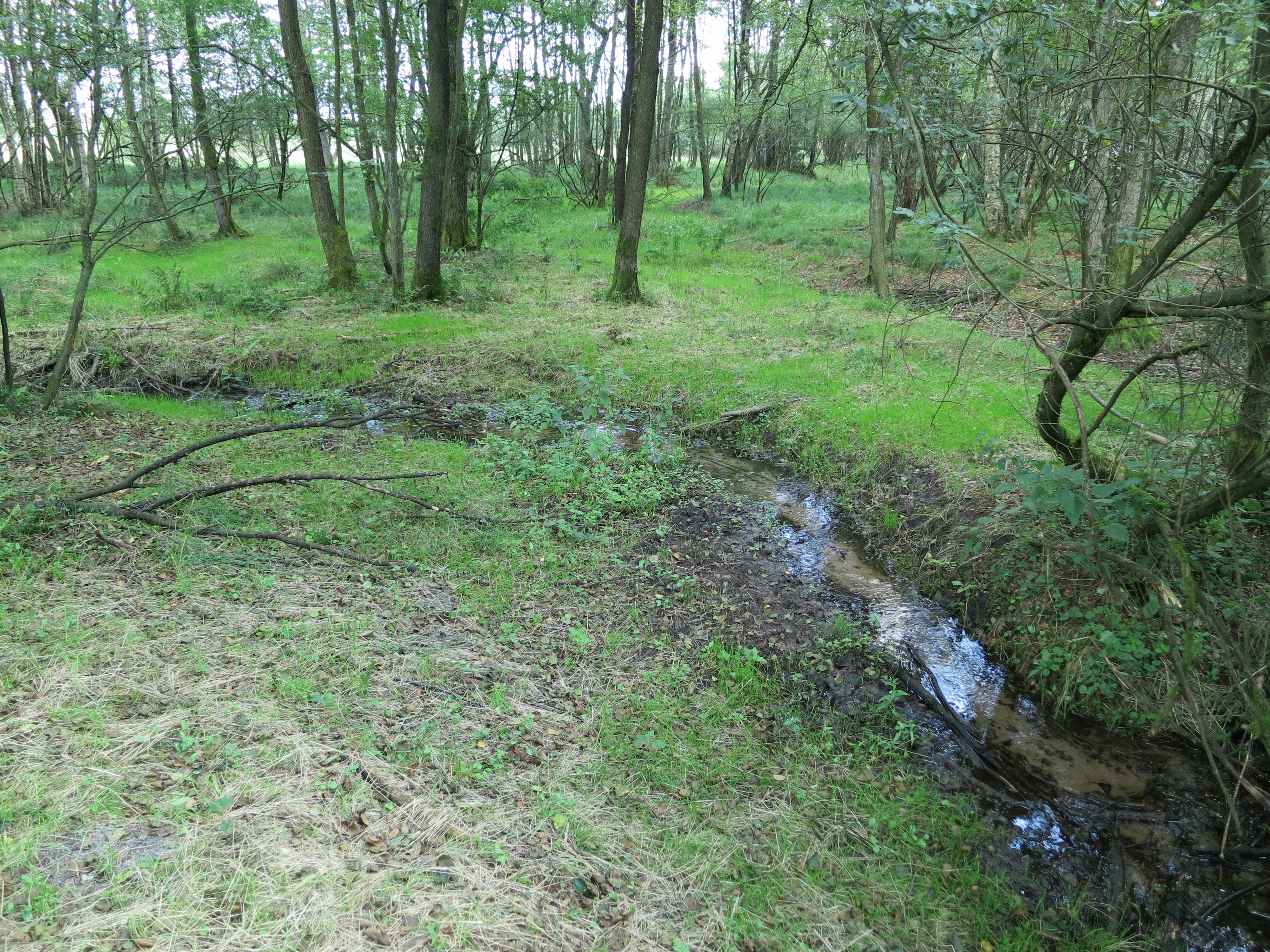
Haverbeeke vor der Vereinigung mit der trocken liegenden Wümme (hinten)